# رينالدو (لاعب كرة قدم برازيلي)
رينالدو (بالبرتغالية: Reinaldo Rosa dos Santos‏) هو لاعب كرة قدم برازيلي في مركز الهجوم، ولد في 1 يوليو 1976 في بيلو هوريزونتي في البرازيل. شارك مع منتخب البرازيل تحت 20 سنة لكرة القدم. أما مع النوادي، فقد لعب مع أتلتيكو باراناينسي وأتلتيكو مينيرو وبوتافوغو ريغاتاس وجمعية بورتوغيزا الرياضية وريد بل براغانتينو وسبورت ريسيفي ونادي بالميراس ونادي باهيا ونادي بونتي بريتا ونادي جوينفيل ونادي سيارا ونادي غاما ونادي فيلا نوفا ونادي كروزيرو وهيلاس فيرونا.

## وصلات خارجية
- رينالدو (لاعب كرة قدم برازيلي) على موقع عالم كرة القدم.نت (الإنجليزية)